# Петър Малков
Петър Христов Малков, известен като Шестевски, е български революционер, деец на Вътрешната македоно-одринска революционна организация.

## Биография
Малков е роден в костурското село Шестеово, тогава в Османската империя, днес Сидирохори, Гърция. Завършва прогимназиално образование. Работи като учител. и влиза във ВМОРО. Участва в Илинденско-Преображенското въстание през лятото на 1903 година като центрови войвода. Загива след предателство в сражение с турци във Вишени през 1908 година заедно с един свой четник.
Георги Константинов Бистрицки пише за него:
| „ | Петър Шестевски от с. Шестево, с прогимназиално образование, народен учител, пъргав, енергичен и деятелен мъж, загина по предателство в едно сражение в с. Вишени през 1908 година. | “ |